# Санка (Малопольське воєводство)
Санка (пол. Sanka) — село в Польщі, у гміні Кшешовиці Краківського повіту Малопольського воєводства.
Населення — 1196 осіб (2011).
У 1975-1998 роках село належало до Краківського воєводства.

## Демографія
Демографічна структура станом на 31 березня 2011 року:
|          | Загалом | Допрацездатний вік | Працездатний вік | Постпрацездатний вік |
| -------- | ------- | ------------------ | ---------------- | -------------------- |
| Чоловіки | 575     | 119                | 392              | 64                   |
| Жінки    | 621     | 129                | 367              | 125                  |
| Разом    | 1196    | 248                | 759              | 189                  |